# Bazilika sv. Trojice, Fatima
Bazilika Svete Trojice (portugalsko Basílica da Santíssima Trindade) je katoliška cerkev in manjša bazilika v svetišču Fátima (Marijino svetišče Naše Gospe iz Fátime) v Cova da Iria, v civilni župniji Fátima, v občini Ourém na Portugalskem.
Leta 2009 je prejela Nagrado za izjemno konstrukcijo od Mednarodnega združenja za mostno in konstrukcijsko inženirstvo. IABSE podeljuje nagrade najbolj izjemni, inovativni, kreativni ali kako drugače spodbudni strukturi, dokončani v zadnjih nekaj letih.

## Zgodovina
Leta 1953 je bila bazilika Marije rožnega venca iz Fatime (portugalsko Basílica de Nossa Senhora do Rosário de Fátima) posvečena.
Na jugovzhodnem vogalu cerkve je bil kip papeža Pija XII. (ki ga je iz belega marmorja izklesal portugalski kipar Domingos Soares Branco) prvič razkrit javnosti na slovesnosti, ki je vključevala formalni blagoslov. Kip papeža Pavla VI. je bil postavljen maja 1968 (ustvaril ga je portugalski kipar Joaquim Correia) na severozahodnem vogalu cerkve.
Med bogoslužnim letom 1973 so poročali, da kraj ni mogel prenesti števila romarjev ob dnevih relativno majhnih količin v baziliki. Slovesna otvoritev obnovljenega kipaJoséja Alvesa Correie da Silve (avtor Joaquim Correia), prvega škofa škofije Leiria, 2. februarja 1973 se je izkazala za kaotična in gneča.
Leta 1974 je rektor svetišča, monsinjor Luciano Guerra, predlagal pastoralni program, ki bi vključeval gradnjo novega velikega, pokritega zbirališča, da bi lahko sprejeli romarje. Toda šele leta 1996 je bila predlagana gradnja nove cerkve v kompleksu. Medtem so svetišču dodali nove verske simbole in relikviarije, vključno s srebrnim ostenzorijem kiparja Zulmira de Carvalha v glavni kapeli Najsvetejšega zakramenta (portugalsko Capela do Santíssimo Sacramento).
Leta 1997 je svetišče organiziralo mednarodni natečaj za predloge za novo cerkev: mednarodna žirija je 19. decembra 1998 izbrala načrt grškega arhitekta Alexandrosa Tombazisa. Dela na novi cerkvi so se začela februarja 2004, temeljni kamen pa je bil postavljen 6. junija istega leta. Prvi kamen, ki ga je položil Serafim Ferreira e Silva, upokojeni škof škofije Leiria-Fátima, je 9. marca 2004 blagoslovil in podaril papež Janez Pavel II. Izhaja iz marmornega fragmenta grobnice apostola Petra, ki je pod baziliko v Rimu. Postavitev vogelnega kamna je bilo simbolično dejanje, saj je bil marmorni kamen kasneje v končani cerkvi postavljen na ogled romarjem.
Cerkev je bila posvečena 12. oktobra 2007 v družbi kardinala Tarcisia Bertoneja, državnega tajnika Vatikana in takratnega legata papeža Benedikta XVI., v okviru zaključnih slovesnosti ob 90. obletnici Marijinih prikazovanj v Fatimi.
2. junija 2008 je bila slovesna otvoritev 14 postaj Via Lucis, ki jih je izdelal italijanski umetnik Vanni Rinaldi. Istočasno je italijanski kipar Benedetto Pietrogrande izdelal 3-metrsko podobo Nossa Senhora de Fátima iz carrarskega marmorja in jo namestil v notranjost cerkve. Od leta 2008 so različni mednarodni sodelavci izvedli več umetniških projektov. Velike 500 kvadratnih metrov velike pozlačene plošče iz terakote v prezbiteriju je naslikala skupina umetnikov, specializiranih za liturgično umetnost. Prihajali so iz osmih narodov in štirih krščanskih cerkva s sedežem v Papeškem vzhodnem inštitutu v Rimu. Delo je ustvaril in nadzoroval slovenski umetnik Marko Ivan Rupnik.
Na stenah spovednice so bile nameščene ploščice azulejo, ki predstavljajo epizode iz življenja svetnikov Petra in Pavla, delo arhitekta Álvara Size Vieire. Kip papeža Janeza Pavla II. poljskega kiparja Czeslawa Dzwigaja je bil leta 2008 nameščen na zemljišču severovzhodno od cerkve. Prepereli jekleni križ, ki je v notranjosti cerkve, visok približno 34 metrov in širok 17 metrov, je takrat namestil nemški kipar Robert Schad. Viseča skulptura ciprske umetnice Marie Loizidou je bila postavljena na vhodni portik, dokončana pa je bila tudi izvedba 8-metrskih |vrat v bronu in plošče rožnega venca portugalskega umetnika Pedra Calapeza; in nameščena so bila 8-metrska stranska vrata v bronu, posvečena dvanajstim Kristusovim apostolom, z besedilom portugalskega umetnika Francisca Providêncie. Medtem je kanadski umetnik Kerry Joe Kelly namestil vitraže s svetopisemskimi verzi v šestih jezikih, bronasto razpelo, obešeno nad glavnim oltarjem, pa je izdelala irska umetnica Catherine Green.
19. junija 2012 je Kongregacija za bogoslužje in disciplino zakramentov poslala obvestilo, da bo cerkev povišana v status manjše bazilike, kar je začelo veljati 13. avgusta 2012.

## Arhitektura
V dveh letih gradnje je bila bazilika Svete Trojice imenovana GECA, za Grande Espaço Coberto para Assembleias (velik pokrit prostor za zborovanja), zaradi svoje relativne pomembnosti. Zaradi njegovega pomena, ne le za svetišče, cerkev in mesto, so načrtovalci arhitektov začeli dialog z lokalno oblastjo, da bi preučili najboljšo urbanistično rešitev za njegovo lokacijo. Območje Avenida D. José A. C. Silva je bilo znižano pred svetiščem, natečaj pa je v urbano območje uvedel cono za pešce od Rua S. Vicente de Paulo in Avenida João XXIII, ki je to območje preoblikovala v bulvar, zmanjšala tranzit in zagotovila umetniški pridih podzemni pokrajini. Te spremembe bi povzročile preoblikovanje Fátime v destinacijo za romarje.
Bazilika stoji na osi dveh velikih cest v Fátimi: sever-jug, dvorišče in podaljšek na jugu s Pastoralnim centrom do Avenida João XXIII in vzhod-zahod, Avenida D. José A.C.Silva. Cerkev je v jugovzhodnem kotu svetišča v Fátimi.
Med analizo in revizijo prvotnega projekta Alexandrosa Tombazisa je bilo narejenih več sprememb. Dodano je bilo preddverje, ki je bilo označeno kot Convivium de Santo Angostinho (Banket svetega Avguština), ki naj bi se uporabljalo, ko se je GECA uporabljala za kongrese, srečanja, glasbene koncerte in manjše gledališke predstave. Da bi izboljšali varnost in lažji dostop, so bila številna stopnišča zamenjana z rahlimi klančinami. Višina cerkve je bila povečana glede na prejšnje načrte, da bi bila manj vkopana.
Čeprav je njena zmogljivost ostala nespremenjena, s prostorom za 9000 sedežev, je bil dodaten prostor za obvladovanje množice stoječih ljudi zavrnjen, ker je ponujal neprijetne pogoje za uporabnike. Na koncu je bilo zagotovljenih 8633 sedežev, od tega 76 mest za osebe s posebnimi potrebami.
Tloris stavbe je zaznamovan z blagim naklonom, ki omogoča dobro vidljivost oltarja iz vseh kotov. Notranjost je razdeljena na dva sektorja, ki ju dopolnjuje 2-metrska pregrada: prvi del ima sedeže za 3175 ljudi (poleg 58 mest za invalide); druga ima 5458 mest (od tega 18 za invalide). Medtem ima prezbiterij kapaciteto za 100 slavljencev.
Struktura vključuje več kapel: kapelo Srca Jezusovega (Capela do Sagrado Coração de Jesus), s 16 spovednicami; kapela Marijinega brezmadežnega srca (Capela do Imaculado Coração de Maria), z 12 spovednicami; kapela Jezusovega vstajenja (Capela da Ressurreição de Jesus), s prostorom za 200 in 16 spovednicami; Kapela Jezusove smrti (Capela da Morte de Jesus), s prostorom za 600 in kapela svetega zakramenta (Capela do Santíssimo Sacramento), posvečena Lauspereneju, največ 200 nenehnim molilcem.
Preprosta modernistična zasnova je hkrati funkcionalna in ikonografska, da izraža svojo religioznost. Z glavnega portika Kristusova vrata opozarjajo na Božjo transcendenco. Predstavlja teme Očeta, Sina in Svetega Duha z ikoničnimi podobami.
Ob vstopu v prostor za zbiranje je prezbiterij na koncu cerkve z velikim razpelom in veliko ploščo v mozaiku, ki predstavlja prizor iz Apokalipse. Večina notranjega okrasja, vključno s postajami križevega pota, je bila izbrana za prikaz notranjega požrtvovalnega potovanja. To vključuje tudi sklicevanje na sporočilo Marijinih prikazovanj: pokora.